# Säkerhets- och integritetsskyddsnämnden
Säkerhets- och integritetsskyddsnämnden (förkortat SIN) är en svensk statlig förvaltningsmyndighet som sorterar under Justitiedepartementet. Nämnden utövar tillsyn över brottsbekämpande myndigheters användning av hemliga tvångsmedel och kvalificerade skyddsidentiteter och därmed sammanhängande verksamhet. Nämnden ska även utöva tillsyn över polisens behandling av personuppgifter.

## Organisation
SIN består av tre beslutsorgan; Säkerhets- och integritetsskyddsnämnden, Registerkontrolldelegationen och Skyddsregistreringsdelegationen. Nämnden utgör myndighetens ledning och har till uppgift att utöva tillsyn över de brottsbekämpande myndigheterna. Nämndens verksamhet syftar till att stärka rätts-säkerheten och skyddet för den personliga integriteten inom den brottsbekämpande verksamheten.
Registerkontrolldelegationen beslutar om vilka uppgifter från bland annat Polisens register som får lämnas ut vid en registerkontroll. Skyddsregistreringsdelegationen beslutar i ärenden om kvalificerade skyddsidentiteter. Kansliet utgör kanslistöd till nämnden och skyddsregistreringsdelegationen.
Myndigheten leds av en nämnd och en kanslichef. Myndigheten inrättades den 1 januari 2008 och tog då över de uppgifter som tidigare Registernämnden haft. Nämndens förste ordförande var den före detta chefen för Säkerhetspolisen Anders Eriksson. Sedan 2017 är Gunnel Lindberg ordförande för Säkerhets- och integritetsskyddsnämnden.

## Tillsynsområden
Nämnden har tillsyn över tre områden:
- Användningen av hemliga tvångsmedel
- Användningen av kvalificerade skyddsidentiteter
- Polisens behandling av personuppgifter

## Ordförande
- 1 januari 2008–12 november 2009: Anders Eriksson
- 12 november 2009–11 december 2009: t.f. Cecilia Renfors
- 11 december 2009–2017: Sigurd Heuman [4]
- 2017: Gunnel Lindberg[5]